# USS Illinois (SSN-786)
El USS Illinois (SSN-786) es un submarino nuclear de ataque de la clase Virginia Bloque III de la Armada de los Estados Unidos. Fue construido por la división Electric Boat de General Dynamics, la tercera de sus variantes del Bloque III que presenta una proa revisada y tecnología de la subclase convertida de submarinos de misiles guiados de la clase Ohio (SSGN).

## Construcción
El contrato para la construcción se adjudicó el 22 de diciembre de 2008 a Huntington Ingalls Industries en sociedad con Electric Boat, y la construcción comenzó con la ceremonia de colocación de la quilla el 2 de junio de 2014, en su astillero en Groton, Connecticut. La primera dama Michelle Obama actuó como patrocinadora del buque, y bautizó el barco el 10 de octubre de 2015. El Illinois se botó el 8 de agosto de 2015 y completó las pruebas en el mar el 2 de agosto de 2016. Fue entregado a la Marina norteamericana el 27 de agosto de 2016 y comisionado en una ceremonia en la Naval Submarine Base New London el 29 de octubre de 2016. La entonces primera dama Michelle Obama, como patrocinadora, asistió a la ceremonia y se la considera miembro honorario de la tripulación debido a su apoyo a los militares, familias y su participación con el equipo del Illinois y sus familias.

## Historial operativo
El USS Illinois completó un cambio de puerto de origen de la Base Naval de Submarinos de New London a la Base Naval de Pearl Harbor el 22 de noviembre de 2017, donde está asignada al Escuadrón Submarino Uno.